# Індекс стійкості медіа

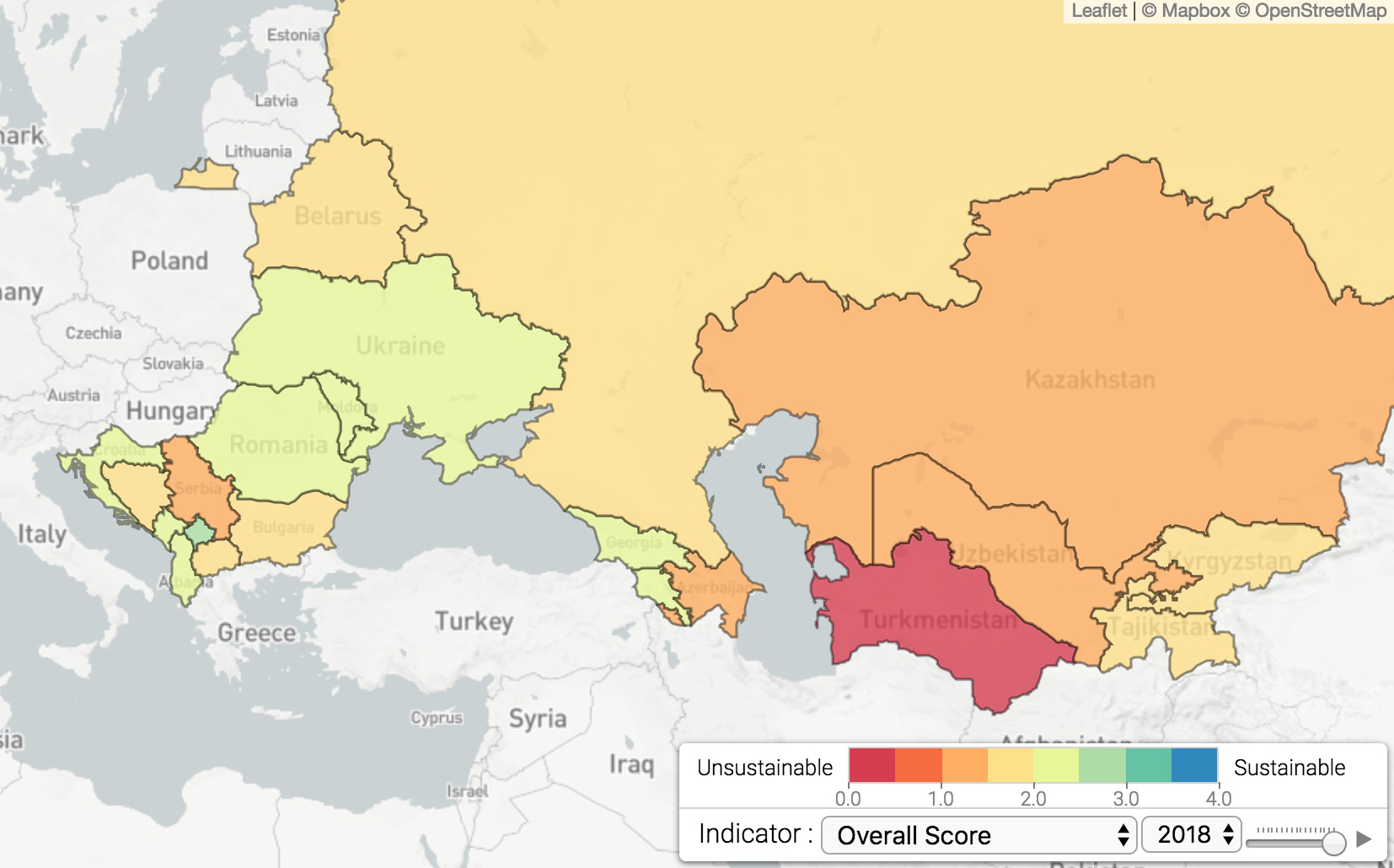
Загальні показники стійкості ЗМІ в Європі та Євразії,
від Media Sustainability Index, 2018.

Індекс стійкості медіа Міжнародної ради з наукових досліджень та обмінів (IREX) є інструментом для оцінки глобального розвитку незалежних ЗМІ. Media Sustainability Index (MSI) є одним із найважливіших індексів «для оцінки того, як ЗМІ змінюються з часом і через кордони», на додачу до Індексу свободи преси, складеного Freedom House, і Індексу свободи преси, складеного Reporters Without Borders. У 2018 році IREX запустила динамічну платформу даних, Media Sustainability Explorer, яка дозволяє користувачам аналізувати та досліджувати дані за всі роки Індексу стійкості ЗМІ для Європи і Євразії і порівнювати тенденції даних з плином часу, об'єктами MSI, регіонами та окремими країнами.

## Структура
Індекс стійкості ЗМІ (Media Sustainability Index, MSI) був розроблений Міжнародною радою з досліджень і обміну (IREX) спільно з Агентством Сполучених Штатів з міжнародного розвитку (USAID) у 2001 році. З того часу річні звіти про «розвиток медіасистем з плином часу та через країни» публікуються. Звіти оцінюють стійкість незалежних ЗМІ в 80 країнах Африки, Азії, Європи і Євразії, а також на Близькому Сході і в Північній Африці. Звіти містять не лише рейтинги, але і «широке виконавче резюме регіональних висновків, а також окремі звіти про країни». Проте не всі регіони були оцінені з самого початку. Близький Схід і Північна Африка були додані в 2005 році, а індекс для Африки був запущений в 2007 році. MSI не оцінює Західну Європу або Сполучені Штати. Дослідження фінансуються USAID, Державним відділом Сполучених Штатів, ЮНЕСКО, Канадським агентством міжнародного розвитку (CIDA) та Фондом People Technology. У цьому концепції «стійкості» відносяться до здатності ЗМІ виконувати свою важливу роль «четвертої влади». Іншими словами, це стосується медіасистеми, яка надає громадянам «корисну, своєчасну і об'єктивну інформацію», а також медіасистеми, яка може функціонувати вільно і незалежно без політичних, юридичних, соціальних або економічних обмежень. Крім того, це стосується медіасистеми, в якій журналісти дотримуються професійних стандартів, і системи, де кожен має право на свободу слова і доступ до інформації, як це зазначено у статті 19 Загальної декларації прав людини[первинне джерело]. За допомогою MSI можливе міжнародне порівняння незалежності і/або стійкості медіасистем. Міжнародне порівняння дозволяє політикам аналізувати медіасистеми і досліджувати області, в яких може сприяти розвитку ЗМІ, доступу громадян до новин та інформації. Крім того, дані MSI надають необхідну інформацію для медіа, їх представників і засобів масової інформації, а також інформують цивільне суспільство і уряди про сильні та слабкі сторони кожної країни.

## Методологія

### Система оцінювання
Індекс стійкості ЗМІ використовує п'ять основних цілей для оцінки ступеня незалежності, стійкості та успішності медіасистеми:
1. «Правові та соціальні норми захищають і сприяють свободі слова та доступу до публічної інформації.
2. Журналістика відповідає професійним стандартам якості.
3. Декілька джерел новин надають громадянам надійні та об'єктивні новини.
4. ЗМІ є добре керованими підприємствами, що забезпечує редакційну незалежність.
5. Підтримувальні інституції діють в професійних інтересах незалежних ЗМІ.»[6][7]

Ці п'ять цілей є центральними аспектами стійкої та незалежної медіасистеми. Під кожною з цих них визначено від семи до дев'яти показників, які визначають наскільки добре країна досягає цієї цілі. Кожен показник оцінюється від 0 до 4.
- Країна, яка отримує 0 балів, не виконує показник, і можуть існувати фактори, які стримують виконання цієї цілі.[8]
- 1 бал вказує на те, що країна ледве досягає характеристики показника. Це означає, що уряд або інші сили не активно борються за його виконання, а бізнесове середовище не сприяє його реалізації, профільний урядовий орган не повністю підтримує прогрес у цьому напрямку.[8]
- Оцінка 2 означає, що країна досягає багатьох аспектів показника, але ще зарано оцінювати розвиток. Країна все ще може залежати, наприклад, від поточних політичних сил.[8]
- Оцінка 3 означає, що країна досягає більшості особливостей показника. Впровадження показника з'явилося протягом ряду років і/або під час змін в уряді. Оцінка стосується ймовірної стійкості.[8]
- Оцінка 4 — це найкраща оцінка, яку може дати панеліст. Це означає, що країна виконує всі характеристики показника. Виконання пережило протягом декількох змін в уряді та/або економіці, зрушень у громадській думці та соціальних конвенціях.[8]

Оцінки для показників потім усереднюються для отримання єдиного балу для кожної цілі. Далі бали для п'яти цілей усереднюються для формування кінцевого балу для кожної країни. У наступному кроці кінцевий бал інтерпретується, як показано нижче:
- 0 - 1.00 = нестійкий, проти вільності: Країна не досягає цілей або лише трохи досягає їх. Уряд і законодавство активно стримують розвиток вільних ЗМІ. У країні мало професіоналізму та низька активність у медіа-індустрії.
- 1.01 - 2.00 = нестійка змішана система: Країна майже досягає цілей. Країна має елементи правової системи, уряд проти вільної медіасистеми, але є очевидне покращення в підтримці вільної преси і зростаючому професіоналізмі. Для оцінки стійкості необхідно продовжувати спостерігати за розвитком нових медіа-підприємств.
- 2.01 - 3.00 = близька до стійкості: Країна наближається до багатьох цілей, що стосуються правових норм, професіоналізму та бізнес-середовища, що підтримує незалежні ЗМІ. Покращення вижили під час змін у владі і були закріплені в законі та практиці. Однак країні потрібно більше часу, щоб забезпечити цей зміни і зберегти підвищений професіоналізм та ще молоде середовище медіа-бізнесу.
- 3.01 - 4.00 = стійка: Можна припустити, що медіа в країні є професійними, вільними та стійкими або майже досягають цих цілей. Системи, що сприяють вільним ЗМІ, існують і після кількох урядів, після нестабільної економіки і після змін в громадській думці чи соціальних уявленнях.

### Процес оцінювання
У кожній країні IREX формує панель місцевих експертів, які беруть на себе відповідальність за оцінювання. Наймані експерти представляють широкий спектр місцевих медіа-працівників (редактори, журналісти, власники, менеджери, спеціалісти з розвитку ЗМІ) з міських і сільських населених пунктів, основних місцевих етнічних груп, представників різних географічних регіонів, а також представників академічних, НДО та юридичної сфери. Усі члени панелі отримують цілі, показники з описами та поясненнями про правильний спосіб складання балів. Спочатку кожен член панелі самостійно заповнює анкету і ставить оцінки показникам. На другому етапі члени панелі збираються, щоб обговорити цілі та показники. Ця дискусія описується модератором панелі, як правило, представником ЗМІ країни або НДО, а потім переглядається редакційним персоналом IREX. Члени панельної дискусії мають можливість змінювати свої бали під час обговорення, але це не заохочується IREX. На третьому етапі редакційний персонал IREX переглядає бали членів панелі, а потім ставить бали країні незалежно від панелі MSI.

## Порівняння Індексу стійкості ЗМІ (IREX) та Індексу свободи преси (Freedom House)
Наступна таблиця надає огляд Індексу стійкості ЗМІ (MSI) та Індексу свободи преси, складеного Freedom House. Таблиця порівнює основні характеристики двох індексів.

### Порівняння характеристик індексів
Спочатку можна побачити в таблиці 1, що є дещо спільне між індексами. Як IREX, так і Freedom House мають свої головні офіси в Америці, обидва є неприбутковими організаціями, що отримують фінансову підтримку від американського уряду або від агентств, таких як USAID або NED, які, в свою чергу, фінансуються урядом. Крім того, обидва індекси призначені для оцінки характеристик медійних систем з точки зору елітних оцінювачів. Це означає, що опитування в певній країні проводиться експертами медійного середовища самої країни. Проте ці два індекси не оцінюють однакову кількість країн. MSI оцінює 80 країн, в той час як Індекс свободи преси оцінює більше ніж удвічі більше країн. Ще однією різницею є те, що Freedom House включає всі 196 країн у щорічному звіті, що дозволяє порівняти всі 196 країн одночасно, у той час як IREX оцінює 80 країн у п'яти дослідженнях (Африка, Азія, Європа та Євразія, Близький Схід та Північна Африка), які не публікуються одночасно, і деякі з них навіть не щорічно. Наприклад, останній звіт про Близький Схід та Північну Африку, який можна завантажити, датується 2009 роком. Це означає, що неможливо порівнювати розвиток медійного середовища у вивчених країнах протягом одного року. Ще одним пунктом є те, що Freedom House вимірює свободу преси з 1980 року - це більше ніж на двадцять років довше, ніж IREX вимірює стійкість медіа. Таким чином, стає очевидним, що Freedom House має більше досвіду у проведенні цих досліджень. Крім того, обидва індекси мають різні основні концепції. Основною концепцією Індексу свободи преси є оцінка стану свободи преси в окремій країні. Концепцією IREX, однак, є оцінка того, наскільки успішною, незалежною і стійкою є медійна система в окремій країні і "як змінюються медійні системи з часом та через кордони". Для оцінки їхніх цільових завдань вони використовують різні анкети та системи оцінювання. Системи оцінювання, які, як видно з таблиці 1, майже не мають нічого спільного між собою. IREX використовує оцінки від 0 до 4, де 0 - найгірший бал. Freedom House використовує оцінки від 0 до 100, де 0 - найкращий бал. Крім того, Freedom House дає різним питанням різну важливість, надаючи деяким питанням вищі бали, ніж іншим. Таким чином, експерти оцінюють питання Індексу свободи преси різною кількістю балів. Система оцінювання MSI завжди однакова. Опитувані оцінюють кожний показник від 0 до 4. З цієї причини анкета MSI здається більш зрозумілою та прозорішою, і питання можна краще порівнювати між собою.
|                    | Індекс стійкості ЗМІ (IREX) | Індекс свободи преси (Freedom House) |
| ------------------ | --- | --- |
| Країни             | 80 | 196 |
| Оцінювачі          | Експерти | Експерти |
| Вперше проведено в | 2001 | 1980 |
| Частота публікацій | Частково один раз на рік | Один раз на рік |
| Походження         | Сполучені Штати Америки, Вашингтон (федиральний округ) | Сполучені Штати Америки, Вашингтон (федиральний округ) |
| Спонсори           | USAID Державний департамент США ЮНЕСКО Канадське агентство міжнародного розвитку (CIDA) | Національний фонд на підтримку демократії (NED) Уряд Сполучених Штатів Америки Європейська комісія |
| Концепт            | Оцінити, наскільки успішною, незалежною, стійкою є медіа-система в окремій країні | Оцінити стан свободи преси в окремій країні |
| Категорії          | 1. Законодавчі та соціальні норми захищають і сприяють свободі слова та доступу до публічної інформації. 2. Журналістика відповідає професійним стандартам якості. 3. Кілька джерел новин надають громадянам надійні та об'єктивні новини. 4. ЗМІ є добре керованими підприємствами, що дозволяє забезпечувати редакційну незалежність. 5. Підтримуючі установи функціонують в інтересах професійної незалежної медіа. | 1. Правове середовище 2. Політичне середовище 3. Економічне середовище |
| Система оцінювання | 0 - 4: 0 - найгірше, 4 - найкраще - 0.00 - 1.00 (Нестабільність, цензурована преса) - 1.01 - 2.00 (Нестабільна змішана система) - 2.01 - 3.00 (Близько стабільності) - 3.02 - 4.00 (Стабільність) | 0 - 100: 0 - найкраще, 100 - найгірше - 0 - 30 (Вільна) - 30 - 60 (Частково вільна) - 60 - 100 (Не вільна) |
| Анкети оцінювання  | 5 питань з 7-9 індикаторами (40 загалом) Експерти оцінюють кожен індикатор за шкалою від 0 до 4 | Три теми з семи-восьми методологічними питаннями (всього 23). Кожне методологічне питання має від 3 до 8 підпитань. Члени панелі оцінюють кожне методологічне питання, але не кожне підпитання. Підпитання призначені для надання вказівок щодо змісту методологічного питання. Кожне методологічне питання оцінюється різною кількістю балів. |